# Tatiana Afanàssieva
Tatiana Afanàssieva   (Kíiv, 19 de novembre de 1876 - Leiden, 14 d'abril de 1964) (rus: Татья́на Алексе́евна Афана́сьева:) (també coneguda com a Tatiana Ehrenfest-Afanaseva o amb la transcripció neerlandesa del seu nom, Tatjana Aleksejevna Afanasjeva) fou una matemàtica russa i neerlandesa que va fer contribucions als camps de mecànica estadística i termodinàmica estadística. El 21 de desembre de 1904 es va casar amb Paul Ehrenfest (1880–1933) un físic austríac. Van tenir dues filles i dos fills: una filla, Tatjana Pavlovna Ehrenfest, també va esdevenir matemàtica.

## Vida
Afanàssieva va néixer a Kíiv, Ucraïna, llavors part de l'Imperi Rus. El seu pare era Aleksandr Afanàssiev, un enginyer en cap dels ferrocarrils imperials, que portaria Tatiana en els seus viatges al voltant de l'Imperi Rus. El seu pare va morir quan encara era jove, així que es va traslladar a Sant Petersburg a Rússia per viure amb la seva tia Sonia, i l'oncle Piter Afanàssjev, professor de l'Institut Politècnic de Sant Petersburg.
Tatiana va assistir a l'escola normal a Sant Petersburg amb una especialitat en matemàtiques i ciències. En aquella època, les dones no estaven autoritzades a assistir a universitats en territori rus, de manera que després de graduar-se de l'escola normal, Tatiana va començar a estudiar matemàtiques i física a la Universitat de Dones de Sant Petersburg sota la direcció de Orest Jvolson. El 1902, es va traslladar a la Universitat Georg-August de Göttingen a Alemanya per continuar els seus estudis amb Felix Klein i David Hilbert.
A la Universitat de Göttingen, Tatiana va conèixer Paul Ehrenfest. Quan Ehrenfest va descobrir que Tatiana no podia assistir a una reunió del club de matemàtiques, va discutir amb l'escola per canviar la regla. Es va desenvolupar una amistat entre els dos, es van casar el 1904 i van tornar a Sant Petersburg el 1907. Segons la llei russa, el matrimoni no estava permès entre dues persones de religions diferents. Des que Tatyana era ortodoxa i Ehrenfest era jueu, tots dos van decidir renunciar oficialment a les seves religions per romandre casats.
A la mort del seu pare, el seu oncle la va portar a St Petersburg, Rússia, on va assistir a l'escola pedagògica de dones i a la Universitat de Dones. El 1902 es va traslladar a Göttingen, centre important de matemàtiques i física teòrica, on va conèixer Ehrenfest. La parella es va casar el 1904 i van tornar a St Petersburg el 1907. El 1912 es van traslladar a Leiden (Països Baixos), on Paul Ehrenfest va ser successor de la plaça de catedràtic d'H.A. Lorentz a la Universitat de Leiden i on la parella va viure al llarg de la seva carrera.

## Treball en matemàtiques
Tatiana va col·laborar de prop amb el seu marit, sobretot en el seu famós report sobre la mecànica estadística de Boltzmann. Va publicar molts articles en diversos temes com aleatorietat i entropia, i va ser mestra infantil de geometria.